# Jag vet inte vem jag är men jag vet att jag är din
"Jag vet inte vem jag är men jag vet att jag är din" är en låt av den svenska popartisten Håkan Hellström, släppt som den tredje och sista singeln från albumet För sent för edelweiss den 10 oktober 2008. Låten på singel, Midway Down version, är en förnyad version till den från albumet som även släpptes på samlingsalbumet Samlade singlar 2000–2010. Singeln nådde som högst plats 60 på den svenska singellistan 2008. Singelns b-sida heter "Nu Sigge" och är tillägnad Håkans son, Sigge Mio.
Till skillnad från albumets två övriga singlar har det inte gjorts någon video till låten.

## Låtlista
Alla låtar skrivna av Håkan Hellström
1. "Jag vet inte vem jag är men jag vet att jag är din" (Midway Down version) – 4:01
2. "Nu Sigge" – 6:02

## Listplaceringar
| Lista (2008) | Topplacering |
| ------------ | ------------ |
| Sverige      | 60           |

### Fotnoter
1. ↑  Placeringar på den svenska singellistan